# Isla de Southampton
La isla de Southampton (del inglés: Southampton Island) es una gran isla de Canadá localizada en el archipiélago ártico canadiense, en el límite entre la bahía de Hudson y la cuenca Foxe.

## Geografía

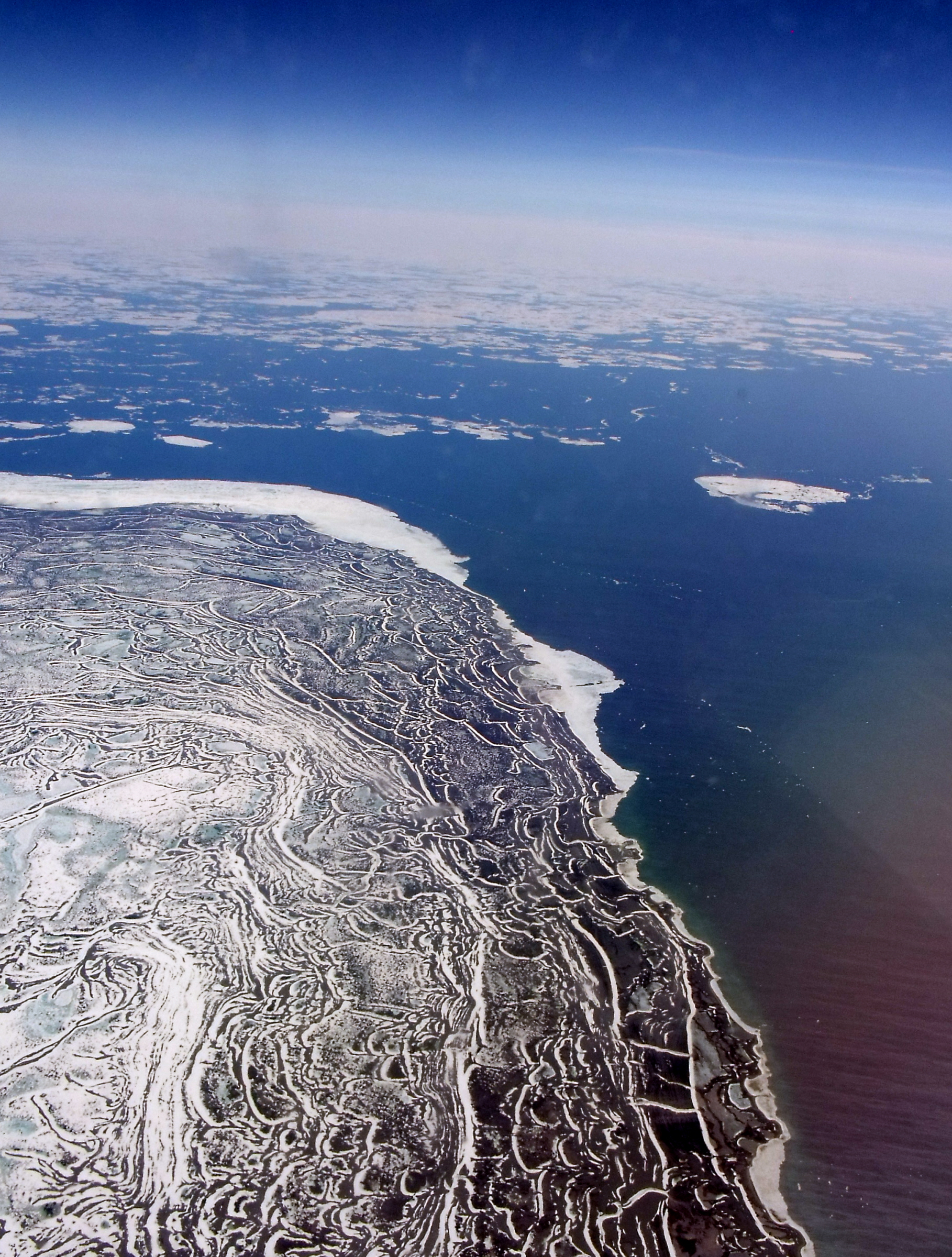
Rebote glacial en la isla de Southampton. Las paleolíneas de hebras causadas por la nieve de los últimos 10000 años, durante el deshielo de primavera, 2011.

La isla de Southampton es la mayor de las islas localizada a la entrada de la bahía de Hudson, en su parte más septentrional (las otras islas, situadas hacia el este, son la isla Coats, que está separada de la isla de Southampton por el estrecho de Fisher, y la isla Mansel). La isla de Southampton está separada del continente, en su parte occidental, por el Roes Welcome Sound, y, en su parte norte, de la ribera meridional de la península de Melville por el estrecho Frozen (Frozen Strait).
Tiene una superficie de 41.214 km² (por superficie, la 34.ª del mundo y la 9.ª de Canadá) y tiene un único asentamiento, Coral Harbour (en inuit, Salliq), que contaba con una población de 712 personas en el censo de 2001.
Administrativamente, la isla pertenece a la región Kivalliq del Territorio Autónomo de Nunavut.
Los santuarios de aves de Bahía del Este y de Harry Gibbons se encuentran en la isla y son importantes sitios de reproducción del ánsar nival (Anser caerulescens caerulescens).
La isla de Southampton es una de las pocas zonas de Canadá, y la única zona en Nunavut, que no utiliza el horario de verano.

## Geología
La isla de Southampton cuenta con recursos geológicos de interés científico e industrial.
Sin embargo, según el gobierno de Nunavut, todavía no se tiene un conocimiento completo de la isla.
 "El nivel actual de geociencia básica disponible para la región de Southampton es inadecuado para satisfacer las demandas actuales de exploración. La cartografía a escala regional de la geología del lecho rocoso de la isla de Southampton no se realiza desde 1969.

En el mapa geológico existente sólo se hacen las distinciones más generales de las rocas, y sólo existe un conocimiento muy rudimentario de la geología superficial. En la actualidad, no hay datos geoquímicos superficiales (till) a escala regional disponibles públicamente, lo cual es esencial para comprender el potencial de exploración de metales y diamantes."

## Historia

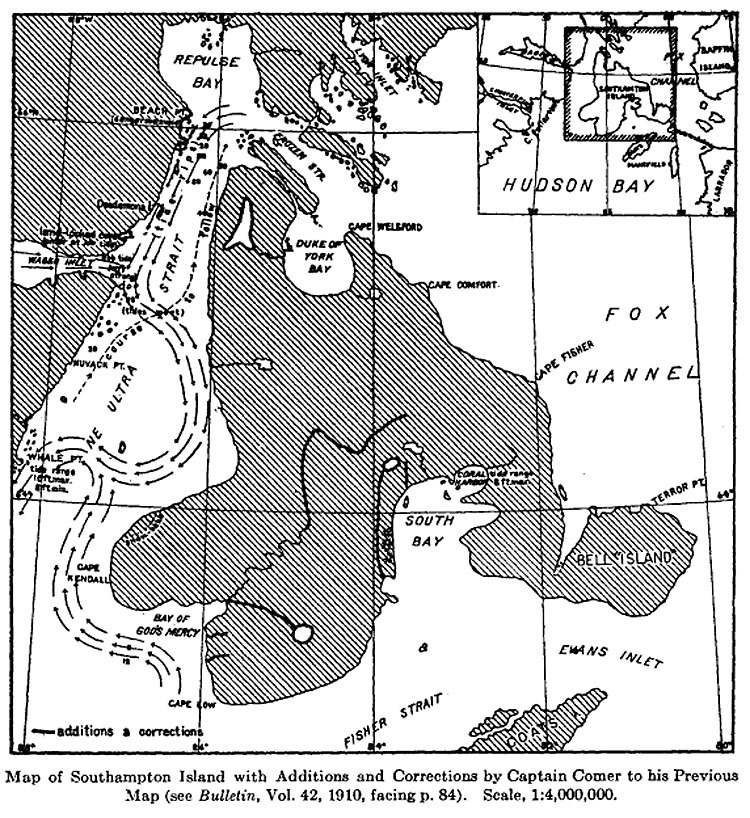
Mapa del Capt. George Comer de 1913

Históricamente hablando, la isla de Southampton es conocida por su ahora extinta colonia de habitantes, los sadlermiut (modernos inuktitut sallirmiut, «habitantes de Salliq»), que fueron el último vestigio de la cultura Dorset Tuniit. La cultura Tuniit fue una cultura pre-inuit, que étnica y culturalmente estaba oficialmente extinta en 1902-1903 cuando una epidemia occidental aniquiló a los sallirmiut en cuestión de semanas.
La primera visita registrada de la isla por europeos fue en 1613 por el explorador galés Thomas Button.
A principios del siglo XX, la isla fue repoblada por aivilingmiut procedentes de los asentamientos de Repulse Bay y del Chesterfield Inlet, influidos a hacerlo por el capitán ballenero George Comer y otros. Algunos pobladores de la isla de Baffin llegaron 25 años después. John Ell, que siendo un niño pequeño viajó con su madre Shoofly en la goleta de Comer, finalmente se convirtió en el más famoso de la población reasentada de isla de Southampton.
El sitio arqueológico de Native Point, en la boca de Native Bay es el mayor sitio sadlermiut de la isla.

## Potencial minero
Aunque la isla de Southampton aún no ha sido objeto de grandes operaciones mineras ni proyectos de exploración a gran escala, se han llevado a cabo algunas actividades de exploración en la región y en las áreas circundantes del Archipiélago Ártico. Algunos ejemplos específicos de esfuerzos pasados y actuales de exploración y minería en el Ártico canadiense podrían arrojar luz sobre el potencial minero de la isla de Southampton.

### Exploración y prospección en el Archipiélago Ártico
Aunque no se están llevando a cabo operaciones mineras a gran escala en la isla de Southampton, ha habido actividades de exploración en el Archipiélago Ártico y en sus regiones cercanas que podrían indicar el futuro potencial minero de la isla.

#### Exploración deuranio
Ciudad Uranio (en la región del Ártico): en las décadas de 1970 y 1980, se realizaron exploraciones de uranio en varias partes del Ártico canadiense, particularmente en la región de Nunavut (que incluye la isla de Southampton). Se han descubierto depósitos de uranio en otras islas del Archipiélago Ártico, como isla Baffin, que se encuentra no muy lejos de la isla de Southampton.
Potencial de Uranio en Nunavut: el Depósito de Uranio Nirgaluaq, ubicado en la isla Baffin, fue identificado como un recurso potencial de uranio. Dada la proximidad geológica de la isla de Southampton con la isla Baffin y otras áreas del Escudo Canadiense, es razonable suponer que podrían existir recursos de uranio u otros minerales en la isla de Southampton, aunque esto no se ha demostrado de manera definitiva.
En las décadas de 1970 y 1980, varias compañías exploraron el uranio en la isla de Southampton como parte de un esfuerzo regional más amplio para encontrar nuevos recursos en el Ártico. El trabajo incluyó levantamientos geofísicos, mapeo geológico y programas de perforación, pero ninguno de estos esfuerzos resultó en operaciones mineras a gran escala.

#### Exploración de oroen la isla Baffin (Proximidad Cercana)
La mina de oro Meadowbank ubicada en la isla Baffin, no lejos de la isla de Southampton, fue un ejemplo importante de desarrollo minero exitoso en el Ártico. En operación desde 2010 hasta 2021, la mina Meadowbank produjo oro de varios depósitos de minerales auríferos.
Aunque no está directamente en la isla de Southampton, el éxito de operaciones como Meadowbank demuestra la viabilidad de la minería de oro en la región del Ártico, lo que podría influir en la futura exploración en la isla de Southampton.
La exploración de Oro en el Norte de Baffin como los realizados por North Country Gold y AngloGold Ashanti, demuestran aún más que existen minerales auríferos en esta parte del Ártico. Si se descubren depósitos similares en la isla de Southampton, podría dar lugar a futuras actividades de exploración y desarrollo.

#### Metales base (zinc,cobre,níquel)
La Mina de Zinc Polaris, ubicada en la isla Baffin, aproximadamente a 250 kilómetros al este de la isla de Southampton, fue una mina en funcionamiento desde 1982 hasta su cierre en 2002. Esta mina produjo concentrados de zinc, plomo y plata. Este es un ejemplo notable de operaciones mineras exitosas en la región.
Aunque la mina Polaris se encuentra en la isla Baffin y no en la isla de Southampton, ilustra el potencial minero de los metales base en el Ártico. La exploración de depósitos similares podría eventualmente extenderse a la isla de Southampton, ya que la geología de la región es similar.

### Exploración de mineral de hierro en la isla de Southampton
Aunque no se han realizado grandes operaciones mineras en la isla de Southampton, ha habido algunas actividades de exploración centradas en el mineral de hierro. Se cree que la isla contiene rocas ricas en hierro, similar a otras partes del Archipiélago Ártico. Existe un interés especulativo en explorar el mineral de hierro, especialmente debido a la proximidad de los depósitos conocidos de mineral de hierro en otras partes de Nunavut y el norte de Quebec.
El Proyecto de Mineral de Hierro Mary River, ubicado en la isla Baffin, es un ejemplo de exploración exitosa de mineral de hierro en el Ártico. El proyecto, desarrollado por Baffinland Iron Mines, ha estado extrayendo mineral de hierro de alta ley desde 2014 y representa un modelo potencial para la minería de mineral de hierro en el Ártico canadiense. El éxito del proyecto Mary River podría estimular más exploración y desarrollo en áreas cercanas, incluida la isla de Southampton, que podría compartir características geológicas similares.

### Exploración de Petróleo y Gas (Áreas Offshore)
Aunque no se ha realizado exploración significativa de petróleo y gas directamente en la isla de Southampton, las aguas circundantes del Ártico han sido objeto de interés para el desarrollo energético.
Las aguas del Ártico canadiense, incluidas las áreas cercanas a la isla de Southampton, han sido exploradas en busca de petróleo y gas natural. El mar de Beaufort y las áreas frente a la costa de los Territorios del Noroeste y Nunavut han sido objeto de exploración tanto por parte del gobierno como de la industria, aunque no se han realizado grandes descubrimientos de petróleo. Estas áreas siguen siendo prospectivas para el desarrollo de recursos energéticos futuros, aunque las preocupaciones actuales sobre el cambio climático, el medio ambiente y las reclamaciones territoriales indígenas han ralentizado tales esfuerzos.
La exploración en la región ártica más amplia, incluidas las aguas del Mar de Beaufort, ha llevado a una mejor comprensión del potencial energético de estas aguas. A medida que la tecnología evoluciona y la demanda mundial de energía aumenta, podría haber un mayor interés en los reservorios de petróleo y gas offshore cercanos a la isla de Southampton.

### Exploraciones geológicas y geofísicas pasadas
Se han realizado varios levantamientos geológicos en el Ártico, incluida la isla de Southampton. Estos levantamientos se centraron principalmente en identificar las formaciones geológicas y el potencial mineral de la región. El Servicio Geológico de Canadá (SGC) ha realizado programas de mapeo, y muchas compañías de exploración privadas también han llevado a cabo levantamientos geofísicos (magnéticos, electromagnéticos y sísmicos) para evaluar el potencial mineral.
En el pasado, las compañías de exploración han utilizado métodos geofísicos para identificar anomalías que podrían indicar depósitos minerales en la isla de Southampton y en las regiones circundantes. Sin embargo, estos levantamientos no han dado lugar a descubrimientos importantes ni a la creación de proyectos mineros activos hasta la fecha.
No ha habido operaciones mineras comerciales establecidas en la isla, y aunque ha habido algunas actividades de exploración, particularmente en las décadas de 1970 y 1980, estas no han dado lugar a proyectos mineros económicamente viables.